# Horama eumolphus
Horama eumolphus là một loài bướm đêm thuộc phân họ Arctiinae, họ Erebidae.